# Walter Lord
John Walter Lord, Jr. (Baltimore, 8 de outubro de 1917 – Nova Iorque, 19 de maio de 2002) foi um advogado, publicitário, escritor e historiador norte-americano, mais conhecido por seu documentário A Night to Remember (1955), sobre o naufrágio do RMS Titanic. Ele também escreveu uma série de livros, incluindo The Miracle of Dunkirk (1982), sobre a Operação Dínamo e a evacuação das forças aliadas da costa francesa durante a Segunda Guerra Mundial.

## Biografia
Lord nasceu em Baltimore, em 1917. Era filho de John Walterhouse Lord e Henrietta Hoffman. Seu pai, um advogado, morreu quando Lord tinha apenas três anos de idade. Seu avô, Richard Curzon Hoffman, foi presidente da companhia marítima Baltimore Steam Packet Company na década de 1890.
Em julho de 1926, aos 9 anos, Lord viajou de Nova Iorque para Cherbourg e Southampton a bordo do RMS Olympic, navio-irmão do Titanic. Após completar o ensino médio na Gilman School em Baltimore, ele estudou história na Universidade de Princeton, formando-se em 1939. Lord então se inscreveu na Yale Law School, mas teve que interromper seus estudos para se juntar ao Exército dos Estados Unidos após o ataque a Pearl Harbor. Após o término da guerra, Lord retornou a Yale, onde obteve um diploma em direito.

## Carreira

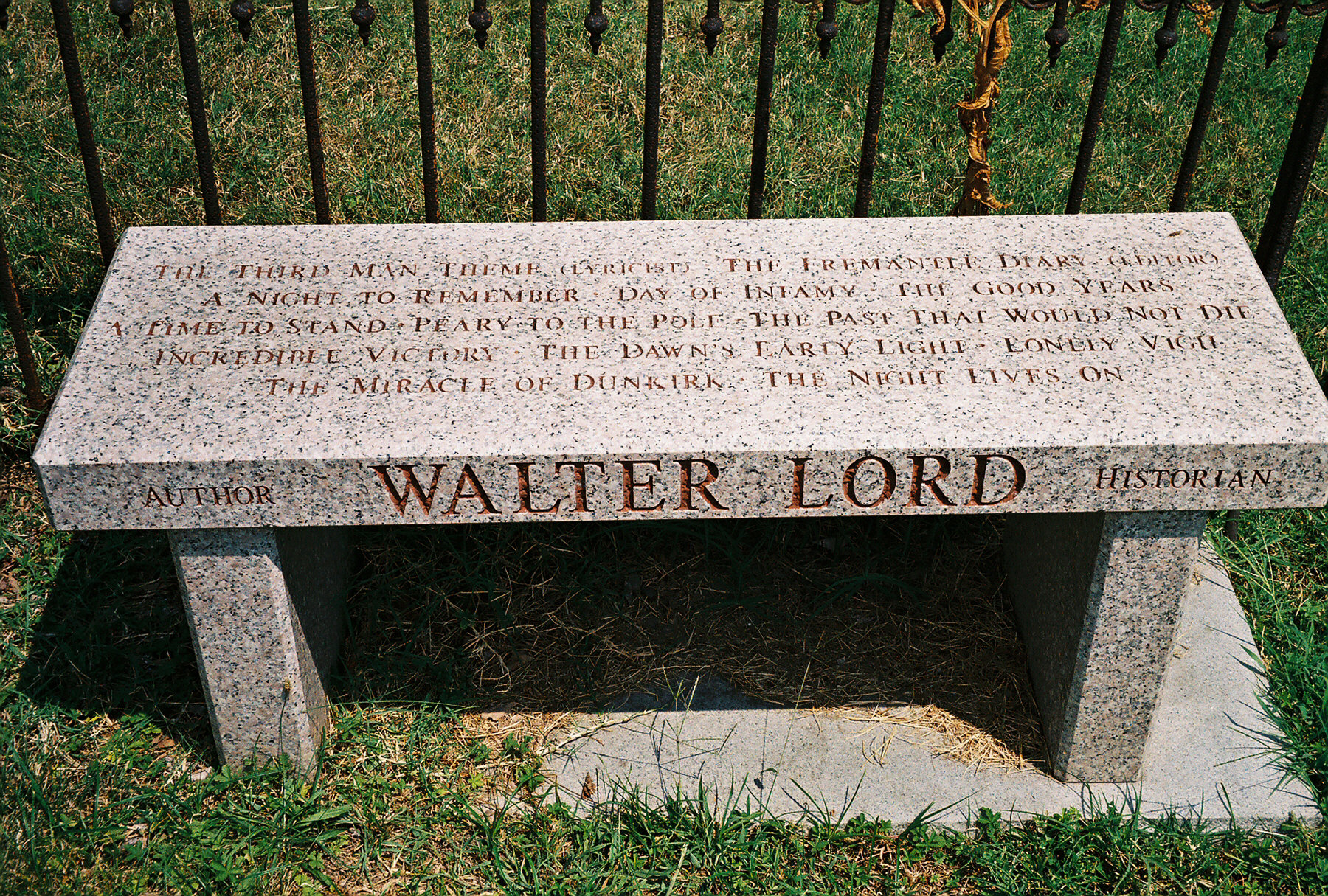
Banco memorial gravado com os títulos de seus livros.

Lord escreveu 11 livros mais vendidos sobre temas tão diversos como Pearl Harbor (Day of Infamy, 1957), a Batalha de Midway (Incredible Victory, 1967), a Batalha do Álamo (A Time to Stand, 1961), a Batalha de Baltimore (The Dawn's Early Light, 1972), a exploração do Ártico (Peary to the Pole, 1963), Vigias da costa (Lonely Vigil, 1977) e a luta pelos direitos civis (The Past That Not Die, 1965).
O livro A Night to Remember, sobre o naufrágio do RMS Titanic, tornou-se um best-seller em 1955 e foi transformado em um filme britânico de 1958 com o mesmo nome. O historiador rastreou 63 sobreviventes do Titanic e escreveu um relato dramático, minuto a minuto, sobre o naufrágio do transatlântico durante sua viagem inaugural. O grande conhecimento de Lord sobre a catástrofe do Titanic alcançou um considerável renome, e ele freqüentemente lecionou nas reuniões da Titanic Historical Society. Nos últimos anos, Lord escreveu outro livro sobre o Titanic intitulado The Night Lives On: Thoughts, Theories and Revelations about the Titanic, publicado em 1986. Na década seguinte, Lord ajudou na produção do filme Titanic (1997) como consultor.

## Morte
Lord morreu em 19 de maio de 2002, em Nova Iorque aos 84 anos, por complicações decorrentes da doença de Parkinson. Ele está enterrado no Green Mount Cemetery em Baltimore. Seu túmulo é marcado por um banco de mármore listando as obras escritas por ele.

## Publicações
Lord publicou 12 obras históricas:
- The Fremantle Diary (1954)
- A Night to Remember
- Day of Infamy (1957)
- The Good Years (1960)
- A Time to Stand (1961)
- Peary and the Pole (1963)

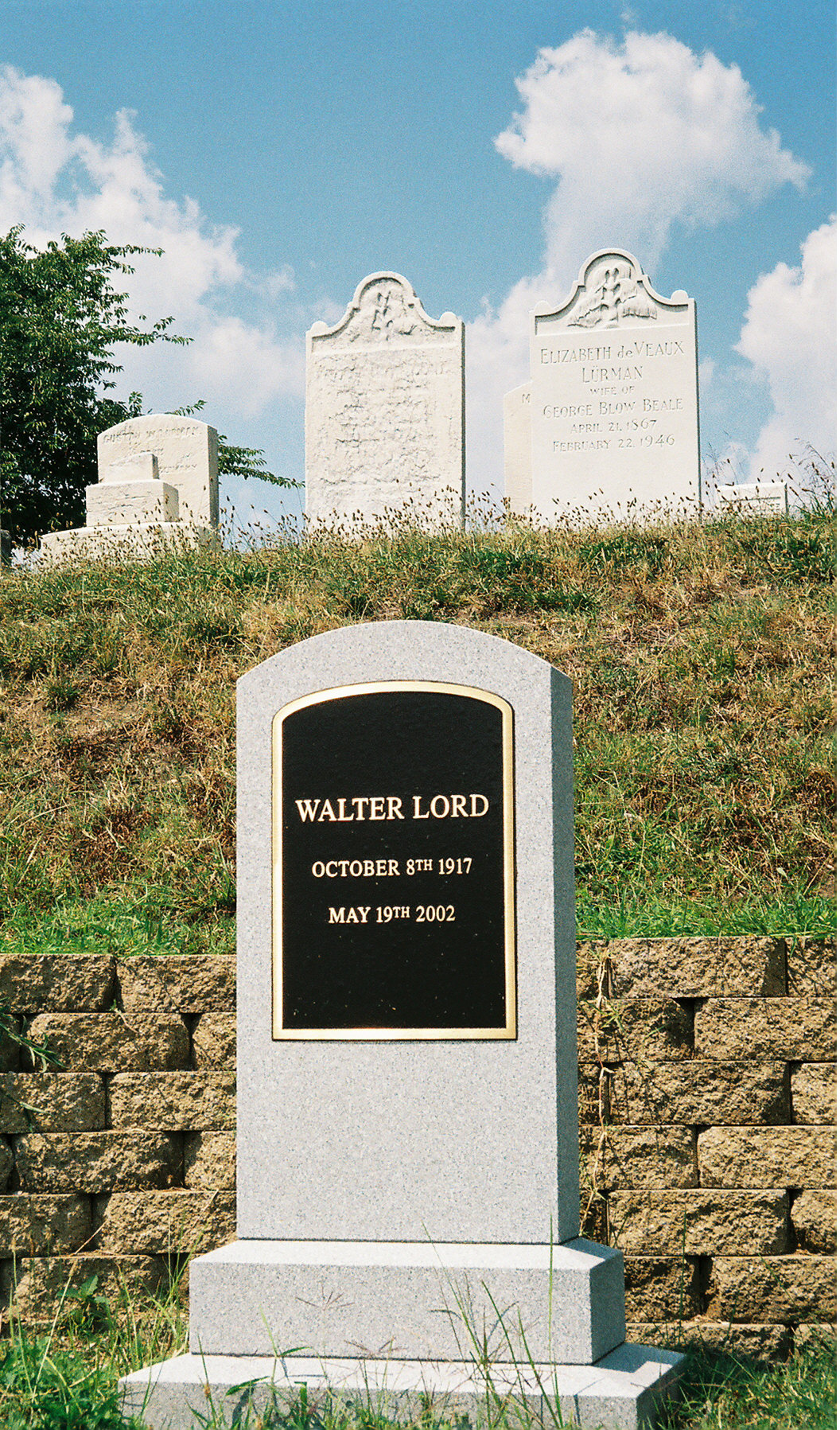
Sepultura de Lord no Green Mount Cemetery.

- The Past That Would Not Die (1965)
- Incredible Victory (1967)
- The Dawn's Early Light (1972)
- Lonely Vigil (1977)
- The Miracle of Dunkirk (1982)
- The Night Lives On: Thoughts, Theories and Revelations about the Titanic (1986)[10]